# Lombos El Marci
Lombos Márton (művészneve Lombos úr v. Lombos El Marci, Balassagyarmat, 1974) énekes, előadó, dalszövegíró, zenei projektek vezetője, producer, rádiós- és tv-s műsorvezető

## Élete
A Pécsi és a Miskolci Egyetem hallgatója volt, ahol kulturális menedzsmentet és pszichológiát tanult. 
A Warpigs után a Fixtévénél dolgozott szerkesztő és műsorvezetőként, többek között zenei műsorokban.
2002-től kifejezetten popdalokra ír szövegeket. Kezdetben a Back2Blacknek, Emiliónak, Berynek, Ádok Zoltánnak, később kibővül a kör. A Megasztárosok (Gáspár László, Tóth Vera, Nagy Adri, Fivérek) és az X-Faktorosok (Takács Nikolas, Oláh Gergő, Benji, Tarány Tamás) mellett számos hazai előadó készít vele dalt: a Hooligans, Náray Erika, Bereczki Zoltán, Kökény Attila, Nika (énekesnő), Nagy Laci "Gitano", Charlie, Rácz Kati, Völgyi Zsuzsi, Tarcsi Zoltán "Jolly", Herceg Dávid és Tóth Andi, stb, de jazzelőadók, word music-produkciók és kamarazenekarok is előadják a szövegeit.
Színházi darabok dalaihoz is készít szöveget (Kölcsönlakás, Somnakaj, Narancs Revü), zenei vezetőként dolgozott a Gólem Színház és a Dumaszínház közös produkciójában, a Zs-kategóriában, Tallós Rita Anyatigrisek című darabjában, az Orfeum vacsoraszínház darabjaiban (Anyád kínja, Apád füle, Ágyban párban), de ebben a minőségben gyerekdarabokat is készít (Bing nyuszi show).
2008 óta 5LETSZOBRÁSZ néven alkotói kurzusokat is tart.
2014-ben jelent meg a Juhász Attila Jazz Quartettel közösen készített Voodoopest lemezük, amelyet a szakmai zsűri Fonogram díjra jelölt. A produkció 2018-ban feloszlott, azóta szabadúszó előadó.
A Menopauza című darab dalszövegírója.
Rendszeresen zsűrizik amatőr zenei tehetségkutatókon.
2022-től kezdve mentora és kurátora a kisharsányi Góré művésztábornak, de projektvezetőként több zenei programot menedzsel (MiXit! - Fiatal Hangmérnökök Csatája, Palóc Futam - Öröm a zene tehetségkutató)
A SZERZŐK (Magyar Dalszerzők és Dalszövegírók Egyesülete) elnökségi tagja.

## Családja
Első lánya Lili Sosana 2007-ben, második lánya Lea Rozália 2008-ban, harmadik lánya Luca Gabriella 2010-ben született.

## Díjak
- 1996-ban Rock Gyermekei tábor: legjobb szöveg
- A Jazz utca 10. 2010-ben nemcsak a legjobb szöveg volt a Jazzy zsűrije szerint, de a legjobb dal díját is megnyerte vele szerzőtársaival.
- 2011: 90.9 Jazzy Jazzdalverseny a Szappanbuborékkal Artisjus különdíjat kapott két szerzőtársával (Bársony Bálint, Havas Lajos).
- 2012-ben a szakmai zsűri megítélése alapján, Gátos Ivánnal írt dalukért (Hangolj rám) a legjobb dalszöveg díját hozta el.
- 2014-ben a Group'n Swingnek írt Retikül bejutott az Eurovíziós előválogatottba (egészen a középdöntőig), és a dal az MTVA által működtetett csatornákon sugárzott, népszerű műsorának – a Ridikülnek – lett főcímzenéje.
- 2015-ben Oláh Gergő juttatta el dalszövegét az Eurovíziós előválogató középdöntőjéig.
- 2019-ben a Menopauza elhozta a Vidor fesztiválról a Gelsomina díjat (legjobb zenés előadás)
- 2023 - Magyar Marketing Szövetség Gyémánt díja - Góré művésztábor

## Sport
2019-ben lejárta a Kék túrát.
2017 óta boxol, 2022 óta a Perfect Fight Club tagja.
2020 óta wakeboardozik (2022-ben veterán kategóriában bronzérmes a Velencén megrendezett OB-n).